# DIEGO (vállalat)
A DIEGO egy magyar kereskedelmi hálózat.

## Története
A Diego Kft. padlóburkolatokkal, függönnyel és tapétával kereskedő franchise kereskedelmi hálózat. A vállalat jelenleg 3 országban képviselteti magát: Magyarországon, Romániában és Szlovákiában, közel 150 áruházzal. Magyarországon 95 áruházzal van jelen, Romániában 36, Szlovákiában pedig mint 17 áruház üzemel jelenleg. Fő termékcsoportjait a laminált padló, szőnyeg, padlószőnyeg, PVC, függöny, tapéta és az ezekhez tartozó kiegészítők alkotják.
A cég a kezdetekben kiskereskedelmi tevékenységgel és kiállítási szőnyegezéssel indult, majd rövid időn belül vidéki kiskereskedők folyamatos kiszolgálásával bővítette tevékenységi körét. A nagykereskedelmi tevékenység fektette le az 1995-ben elindult, franchise alapokon működő bolthálózat alapjait. 
A cég alapítója Pincési Endre, aki a rendszerváltás idején a cipőipari gépimportot lebonyolító Technoimpex külkereskedője volt, innen az ismeretség toszkánai Diddi and Gori, szakipari textileket gyártó céggel, amelynek kelet-európai kirendeltség-vezetője lett, később a céget vezetők üzlettársává lépett elő. Az olaszok ötlete volt, hogy mivel a cipőbelsők alapanyaga és előállítási technológiája megegyezett a padlószőnyegével, és így ezt is gyártottak, hozzanak be egy kamionnyit Magyarországra, hátha el lehet adni. Endre szkeptikus volt, de próbálkozott az addigi nagykeres rutinnal túladni rajta, nem sok sikerrel. „Berágtam, akkor eladom én” – mondta, és megnyitotta első kiskereskedelmi üzletét Kispesten.
Később Pincési kivásárolta toszkán társait, és új céget alapított: 1992-ben megszületett a Diego Kft. Kialakultak a beszerzési források (elsősorban Belgiumból és Hollandiából, majd Törökországból) és az eredeti termékstruktúra: szőnyegek, PVC-burkolatok, laminált padló, később a függöny és a tapéta. 
Két évre rá megnyílt a második üzlet is, és egyre több helyre szállítottak. A reklámkampány is dübörgött, és Endrében felmerült, hogy egy hirdetés ugyanannyiba kerül darabonként, mintha az összes partner címe rajta lenne. „Viszont az hülyén néz ki, hogy mindenkit másképp hívnak” – miért ne lehetne mindegyik DIEGO, egységes portállal, formaruhával, arculattal. 1995-ben meg is nyíltak az első áruházak, az addigi partnereket gondosan kiválogatva, Pincési pedig hamarosan a Magyar Franchise Szövetség elnöke lett.

## Márkái
- Woodstep laminált padlóburkoló rendszer (saját márka)
- Tulipo – színes szőnyegkollekció neve (2018-ban vezették be, saját márka)
  - A DIEGO két saját márkája külön honlappal rendelkezik.